# Moyenneville (Pas-de-Calais)
Moyenneville is een gemeente in het Franse departement Pas-de-Calais (regio Hauts-de-France) en telt 282 inwoners (2004). De plaats maakt deel uit van het arrondissement Arras.

## Geografie
De oppervlakte van Moyenneville bedraagt 6,4 km², de bevolkingsdichtheid is 44,1 inwoners per km².
De onderstaande kaart toont de ligging van Moyenneville (Pas-de-Calais) met de belangrijkste infrastructuur en aangrenzende gemeenten.

## Demografie
Onderstaande figuur toont het verloop van het inwonertal (bron: INSEE-tellingen).